# Граната Міллса
Ручна граната Міллса (Мілс, Мільса, Мілльса)  — англійська ручна осколкова граната. 
Була розроблена у Великій Британії в 1915 році Вільямом Міллсом (англ. William Mills). Призначена для ураження живої сили в оборонному бою. Цілі граната досягає за рахунок кидка рукою людини. 
Радіус ураження осколками гранати 30 метрів, радіус можливого ураження 100 метрів. 
Вибух гранати відбувається через 3.5-4.5 секунди після звільнення притискного важеля. Для використання гранати необхідно відгвинтити шайбу на нижній стороні гранати, вставити в неї капсуль-детонатор та знову загорнути шайбу на місце. Перед кидком попередньо слід видалити запобіжне кільце, притиснувши важіль пальцями до корпуса гранати. 
Також відома як осколкова граната Mk I, зокрема в іграх серії Call of Duty. 

## ТТХ
- маса гранати із запалом  — 600 г.
- маса заряду ВР (тротил)  — 60 г.
- діаметр  — 6 див.
- висота  — 10.2 див.
- радіус ураження  — 30-100 метрів
- час горіння сповільнювача   — 3.5-4.5 сек.